# 米尼科伊岛
米尼科伊岛（Minicoy）位于印度拉克沙群岛中央直辖区最南端，是拉克沙群岛第二大島。它与拉克代夫群岛隔九度海峡相望，与马尔代夫伊哈万迪富卢环礁隔八度海峡相望。
米尼科伊岛長約10公里，全岛几乎被椰子树覆盖，唯一的地标是一座灯塔。Viringili島位于米尼科伊岛西南侧，是一个长度不到两百米的小岛，曾被用作麻风病患者的驱逐地。

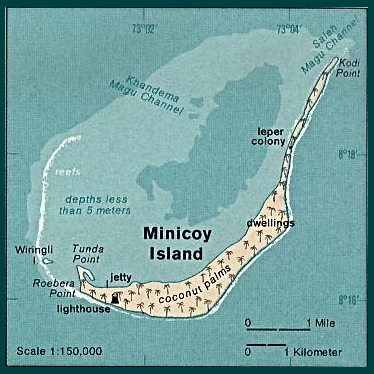
米尼科伊岛地图

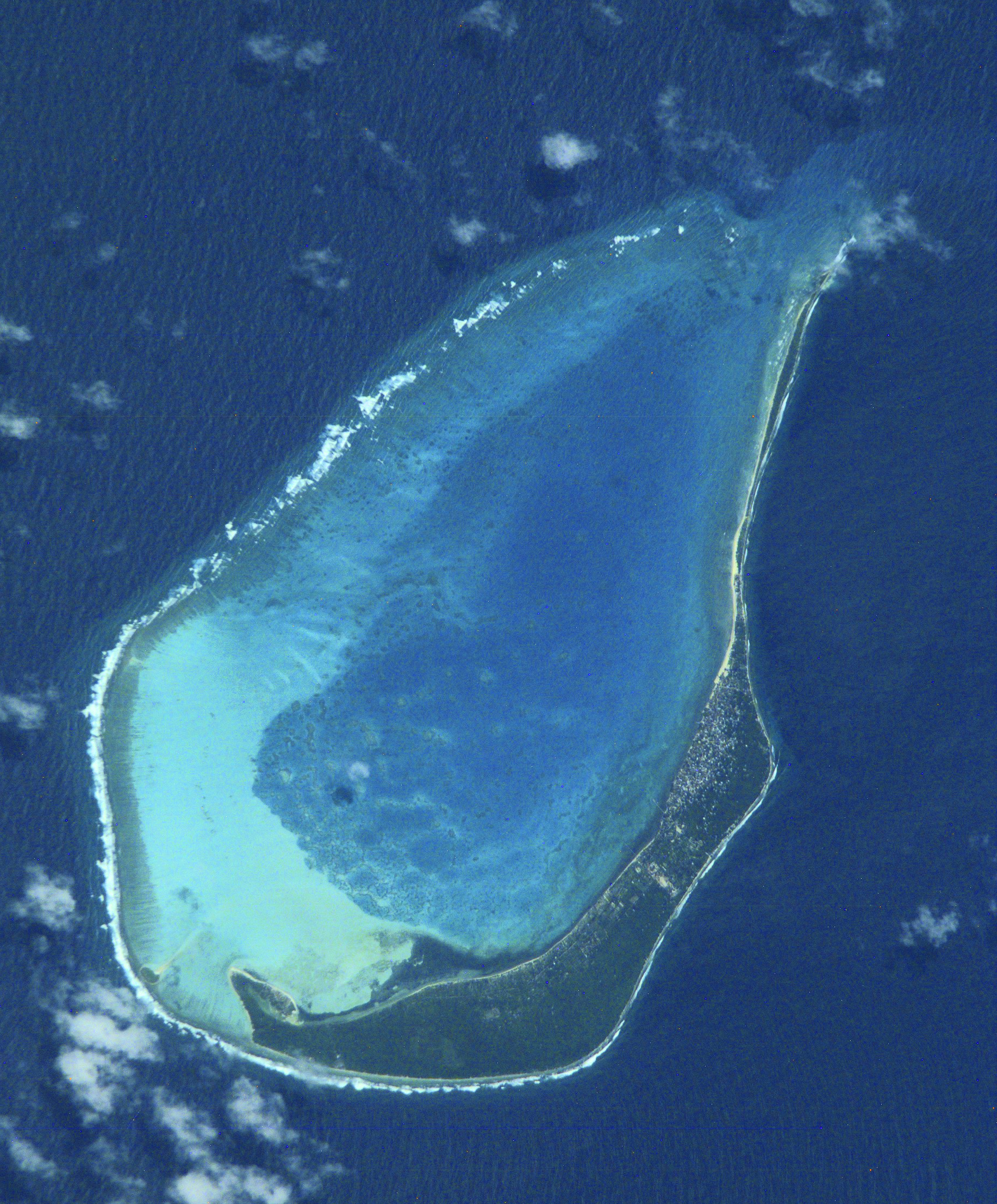
米尼科伊岛

## 人口
该地2001年总人口9495人，其中男性4616人，女性4879人；0—6岁人口1129人，其中男571人，女558人；识字率81.95%，其中男性为83.51%，女性为80.47%。